# SIKON ISAF 2
SIKON ISAF 2 je bil drugi kontingent Slovenske vojske, ki je deloval v sklopu ISAF v Afganistanu med avgustom 2004 in februarjem 2005. Kontingent je bil nastanjen v kanadski bazi Camp Julian v Kabulu.

## Zgodovina
Kontingent je dne 15. avgusta 2004 odpotoval v Afganistan, da zamenja prvi kontingent Slovenske vojske v Afganistanu. Med svojo misijo je izvidniški oddelek sodeloval pri iskanju potniškega letala, ki je strmoglavilo 5. februarja 2005, pri čemer so umrle 104 osebe. Kontingent je iz Afganistana odpotoval konec februarja 2005, potem ko ga je zamenjal tretji kontingent Slovenske vojske v Afganistanu.

## Poveljniki
- major Igor Košič (15. avgust 2004 - februar 2005)

## Organizacija
Drugi kontingent SV je štel 27 pripadnikov ODSD: 11 pripadnikov bojne skupine, poveljnik kontingenta, 8 logističnih podčastnikov in 7 gasilcev (delovali na letališču Kabul). Poveljnik kontingenta je hkrati deloval v poveljstvu sil ISAF.

## Oprema
Kontingent je bil opremljen s štirimi hummerji in enim transportnim vozilom Unimog. Vsi pripadniki so imeli opremo iz programa bojevnik 21. stoletja ter edinstvene puščavske uniforme.